# Franco Corelli
Dario Franco Corelli, conocido artísticamente como Franco Corelli (Ancona, 8 de abril de 1921 - Milán, 29 de octubre de 2003) fue un tenor italiano, activo entre 1950 y 1976. Sobresalió por poseer una técnica única, admirada por muchos y criticada por otros, y una enorme potencia vocal, que sin embargo le permitía realizar diminuendos sorprendentes. Su atractivo físico y la brillantez de su voz le llevaron a ser uno de los tenores más populares de la posguerra.
Particularmente asociado a los papeles de spinto y de tenor dramático del repertorio italiano, fue universalmente exitoso por sus electrizantes notas agudas, su timbre claro, su canto apasionado y sus notables interpretaciones.
Su carismática presencia escénica y su conmovedor esplendor vocal lo hicieron favorito del público. Su carrera tuvo una larga y fructífera relación profesional con el Metropolitan Opera House de Nueva York entre 1961 y 1975. También incursionó en los más importantes escenarios de ópera en Europa.

## Biografía

### Primeros años
Aun cuando sus padres no tenían particulares inquietudes musicales, su abuelo paterno Augusto se esforzó por establecerse como tenor. A su vez, su hermano mayor Aldo dejó la escuela para dedicarse a cantar como barítono, y dos de sus tíos cantaban en el coro del Teatro delle Muse en Ancona.  Su padre era constructor de barcos en el ejército italiano, por lo que vivió con su familia en las costas del mar Adriático. Corelli amaba el mar hasta el punto de que, inicialmente, decidió seguir los pasos de su padre e inició estudios de arquitectura naval en la Universidad de Bolonia. Pero, mientras estudiaba, entró en un concurso de canto empujado por un amigo, que era cantante aficionado. Aunque Corelli no ganó la competición, el jurado lo animó a encarar una carrera como cantante. Así Corelli entró en el Conservatorio Statale di Musica "Gioachino Rossini" de Pésaro para estudiar canto operístico.
En el conservatorio tomó lecciones con Rita Pavoni, pero no estaba satisfecho con los resultados. Decía que las clases básicamente destruían el registro alto. Entonces Corelli decidió transformarse en su propio maestro, y declaró que los instructores de canto eran "gente peligrosa" y "una peste para los cantantes".  Corelli llegó a señalar que aprendió parte de su técnica de un amigo que era un estudiante de Arturo Melocchi, profesor de canto de Mario Del Monaco, que postulaba una técnica de laringe baja. Corelli llegó a tomar ocasionales lecciones con Melocchi en persona,  pero modificó esa técnica para evitar las imitaciones que percibió en los estudiantes de Melocchi a efectos de dominar la mezzavoce y el  legato.  Estudió cuidadosamente la carrera de Del Monaco, que precedió a Corelli en la primera línea de tenores italianos utilizando la técnica de la laringe baja, y cuyo canto fue a veces criticado por falto de sutilezas. Corelli declaró: "En última instancia, modifiqué el método para que mi laringe "flotara"; no la mantuve baja al máximo en todo momento". Corelli también aprendió imitando el estilo y los efectos vocales de las grabaciones de grandes tenores como Enrico Caruso, Giacomo Lauri-Volpi, Aureliano Pertile y Beniamino Gigli.  El efecto de esta combinación resultó en un sonido profundo, a veces cavernoso y, sin embargo, brillante y tremendamente sonoro. A esto se agregó que, regulando la presión de la respiración, el tenor fue capaz de reducir este sonido al tiempo que conservaba el timbre de la voz, para lograr un diminuendo, o incluso un morendo en un Si bemol agudo, el efecto pedido por Verdi para el final del aria "Celeste Aida".

### Primeros años de actividad: 1951–1960
En el verano de 1951 Corelli ganó el premio del Maggio Musicale Fiorentino in Florencia, lo que propició su estreno en Spoleto en el otoño siguiente en el papel de Don José en Carmen de Bizet. Originalmente fue agendado para cantar Radamés en Aida de Verdi, por lo que empleó tres meses para preparar el papel con el director Giuseppe Bertelli. Sin embargo, en medio del proceso, Corelli tuvo la sensación de que le faltaba finura técnica y legato para el papel de Radamés. En mayo de 1952 debutó en el Teatro de la Ópera de Roma como Maurizio en Adriana Lecouvreur junto a  Maria Caniglia como  Adriana. En el mismo año cantó en pequeños teatros de toda Italia y también en la radio italiana. En 1953 se unió a la lista de cantantes principales de la Ópera de Roma, lo que ocupó la mayor parte de su actividad hasta 1958.  Su primer papel en la compañía en 1953 fue Romeo en Giulietta e Romeo de Zandonai, ópera que rara vez se escucha.  Más tarde en esa misma temporada cantó Pollione en Norma de Bellini, junto a Maria Callas en el papel principal. Fue la primera vez que cantaron juntos, y Callas de inmediato se convirtió en una admiradora de Corelli. Con frecuencia se los volvió a convocar como pareja protagónica. La asociación artística entre ambos duró hasta el final de la carrera de Callas.
Mientras cantaba en la Ópera de Roma, Corelli hizo también numerosas 'performances' en otros teatros de ópera de Italia y de Europa. Hizo su primera presentación en La Scala de Milán en 1954, como Licinio en La vestale de Spontini, junto a Callas como Giulia para abrir la temporada 1954-1955. El tenor volvió en numerosas ocasiones a ese teatro durante los cinco años siguientes, cantando junto a Callas nuevas producciones escénicas de Fedora (1956), El pirata (1958) y Poliuto (1960). De sus actuaciones en La Scala, fue célebre su interpretación de Dick Johnson en La fanciulla del West en 1956, junto a Gigliola Frazzoni y Tito Gobbi, representación que fue transmitida en vivo por la radio italiana.
Pronto siguieron otros estrenos importantes: en el Maggio Musicale Fiorentino y en la Arena de Verona en 1955; en la Opera de Viena, donde finalmente cantó el papel de Radamés tal como él lo imaginaba, y en el Covent Garden de Londres, como Cavaradossi, en 1957; la Teatro Nacional de San Carlos de Lisboa, en la Opera de Chicago y en la Opera de San Francisco en 1958; y en la Ópera de Berlín en 1961. Entre los muchos triunfos de la primera década de Corelli se cuentan dos actuaciones muy célebres en el Teatro di San Carlo de Nápoles, un formidable Don Álvaro en  La fuerza del destino  en 1958 junto a Renata Tebaldi como Leonora, y un notable de Maurizio en 1959, en  Adriana Lecouvreur  con Magda Olivero en el papel principal. 
Durante su carrera temprana, Corelli triunfó en varias óperas inusuales como Agnese di Hohenstaufen  de Spontini, Giulio Cesare y Hércules de Handel ,  La guerra y la paz  de Prokófiev , y el estreno mundial de Enea de Guido Guerrini . En 1960 su repertorio activo incluía unos 30 roles, entre ellos el papel principal de  Andrea Chénier  de Giordano, Turiddu en Cavalleria rusticana  de Mascagni, Rodolfo en  La bohème  de Puccini y los papeles principales de  Don Carlo  y  Ernani  de Verdi.
En 1957 Corelli conoció a la soprano Loretta di Lelio cuando esta se coló en la extraescena de la Ópera de Roma para conseguir su autógrafo. Empezaron a verse, y se casaron en 1958. Al casarse, Loretta renunció a su carrera en ciernes para asistir a Corelli como apoderada, secretaria, agente de relaciones públicas, cocinera y traductora de inglés. Su matrimonio duró hasta la muerte de Corelli, acaecida cuarenta y cinco años más tarde.

### El período del Metropolitan: 1961–1975
Corelli hizo su debut en Metropolitan Opera de Nueva York el 27 de enero de 1961 como Manrico en Il trovatore, junto a la soprano Leontyne Price como Leonora quien a su vez estrenaba esa noche en el Met.
El tenor de Ancona cantaría con un enorme éxito en el Met hasta 1974 en papeles como Calaf (con Birgit Nilsson como Turandot), Cavaradossi, Maurizio, Ernani, Rodolfo y Edgardo. También frecuentó nuevas producciones de piezas francesas, como  Romeo y Julieta  y  Werther . Cantó en noches históricas como la gala de clausura en el viejo Met, el concierto en honor de Sir Rudolf Bing, y la legendaria reaparición de María Callas en Tosca. Su última actuación en el Met fue el 28 de diciembre de 1974 como Calàf con Ingrid Bjoner, quien también hacía su última aparición en el Met, como Turandot. Sin embargo, Corelli permaneció de gira con el elenco de la Metropolitan Ópera durante 1975, haciendo presentaciones en ciudades de Estados Unidos y en Japón.
Mientras era un habitué del Met, Corelli siguió teniendo presencia en la escena de ópera internacional. En 1961 debutó en la Ópera de Berlín, regresó a La Scala en 1962, para una reposición de Los Hugonotes de Meyerbeer, junto a Joan Sutherland, y ese mismo año cantó el Manrico en una elogiada producción de Il trovatore en el Festival de Salzburgo bajo la dirección de Herbert von Karajan y acompañado nuevamente por Leontyne Price, con Giulietta Simionato, y Ettore Bastianini. También en 1962 hizo su presentación con la Compañía de Ópera Lírica de Filadelfia como Mario Cavaradossi. Corelli regresó a este escenario casi una vez por año hasta 1971 representando cerca de una docena de roles diferentes. En 1964 se presentó en la Ópera de París con Callas en Tosca y Norma.
La única casa operística de primer nivel mundial que el tenor nunca visitó es el Teatro Colón de Buenos Aires, Argentina. Existen constancias de que se hicieron negociaciones que nunca llegaron a puerto. El otro tenor de su nivel de excelencia que comparte este hueco en su carrera es el sueco Jussi Björling.

### Retiro
Al comenzar la década de 1970 la voz de Corelli comenzó a mostrar algunos signos de desgaste, después de años de desarrollar con frecuencia un repertorio exigente. Esto provocó que los nervios resultantes se hicieran cada vez más difíciles de manejar para el tenor. Hizo su última aparición en la ópera como Rodolfo en 1976 en Torre del Lago a la edad de 55 años. Corelli dijo después de la decisión: Sentí que mi voz estaba cansada, un poco opaca, menos brillante que antes. La vida de cantante me costó mucho; estaba lleno de aprensión y enojo. Era un manojo de nervios, no comía ni dormía.
En el momento de su retiro, hacía algunos años que Corelli venía coqueteando con cantar el Otello de Verdi. Curiosamente, y poseyendo las particulares dotes que este papel exige, nunca pasó de cantar algunos fragmentos en concierto, que dejan imaginar el poder que habría tenido esa personificación. 

### Luego del retiro: 1976–2003
Al dejar los escenarios, Corelli devino en un famoso maestro de canto en Nueva York, algo irónico en un hombre que durante su carrera desdeñó a los maestros de canto. Aceptó en pocas ocasiones, luego de su retiro, alguna participación en conciertos en 1980 y 1981. Murió en Milán en 2003, a los 82 años,  después de haber sufrido un derrame cerebral a principios de ese año. Fue enterrado en el Cementerio Monumental de Milán.

### Recepción de la crítica
Con una rica y sonora voz de tenor spinto y una presencia esbelta y atractiva, Corelli ganó muchos fanáticos desde el comienzo de su carrera. Sin embargo, mientras el público estaba cautivado con sus presentaciones, la crítica estaba dividida. Se quejaba de una cierta autoindulgencia de Corelli en relación con algunos fraseos y expresiones efectistas de su canto. El grupo de críticos detractores del estilo del tenor se resumen en un artículo de Alan Rich para el New York Herald Tribune de 1966 donde, a pesar de reconocer la vitalidad de su canto, entendía que Corelli 

«no sirve a la ópera, se sirve de ella para fines a los que no está destinada»

 Muchos críticos no vieron bien su incursión en el repertorio francés, debido a lo deliberado de su pronunciación, y a una emisión demasiado exótica para ese repertorio. Al mismo tiempo, Corelli tuvo sus admiradores entre varios críticos altamente respetados, (como el caso de Harold C. Schonberg de ' 'The New York Times' '), que defendieron las libertades expresivas que se tomaba Corelli, como poseedora de ' 'una lógica propia' '.
El crítico John Higgins escribe sobre él:

«La EMI ofreció en 1964 un reparto desigualado [para "Il Trovatore" de Verdi], protagonizando Franco Corelli, quien mezcló sobreagudos brillantes con sonidos que nunca debían haber salido del estudio.»

Acaso la opinión más equilibrada la brinda el crítico Gonzalo Badenes en su libro Voces: 

«Instrumento carnoso, oscuro de timbre (un "baritenor", le llamaba Celletti), homogéneo, de proyección espectacular y diamantina en el registo agudo, manejado con facilidad, solo aparente, ya que es el resultado de una personalísima forma de afianzar la zona de paso, mediante el ligero entubamiento del sonido. De impresionante capacidad respiratoria, que le permitía ligar y mantener el sonido (incluso por encima de lo meramente musical, degenerando a veces en excesos atléticos) Posibilidad de regular adecuadamente la dinámica del sonido (escúchese el Si Bemol agudo final de "Celeste Aida", en la grabación de EMI, o a la conclusión del aria "¡Ah! Leve-toi soleil", de Romeo y Julieta de Gounod). En el canto a media voz, el sonido se oscurece, lo cual permite colorear ciertas frases. La dicción no es ejemplar: la "s" sonora resulta confusa y tiende a exagerar, de manera casi grotesca, la "r" final. Cuando canta en idiomas distintos al italiano (en francés, inglés, español y alemán) la pronunciación es muy deficiente. No evita los feos efectos de los portamentos exagerados (escúchese la profusión de ellos en el "Ah si ben mio") y se complace en los calderones. La línea de canto es salpicada de sollozos, resoplidos y bufidos que la vuelven exageradamente melodramática (Vesti la giubba). Le falta habilidad en en canto florido. Cuando el canto requiere voluptuosidad (Mario), fiereza (Manrico) o potencia (Calaf), Corelli es el rey. Corelli supera al Del Monaco, porque cuando quiere, sabe cantar con delicadeza. Iguala a Pavarotti en el mítico Do de pecho.»

Badenes también dice, en el mismo libro que "En suma el suyo es un canto sensual, vibrante, externo, comunicativo, que apela los sentidos puramente físicos antes que al intelecto". Pero en el siglo XXI se ha revisado la aparente tosquedad de Corelli, y al conocerse su personal modo de estudiar los roles, su obsesión por el sonido y la escena, y el acceso a obras desconocidas del repertorio, se le reconoció una gran inteligencia en el ejercicio de su oficio.
Por lo demás, la voz de Corelli era efectivamente poderosa, viril y con auténtico squillo. Tenía tintes baritonales en la zona media e iridiscencias hermosísimas en los agudos, de acceso un poco desprolijo, pero espectaculares. Y si se le criticó, no sin razón, su uso excesivo de calderones, portamentos, y probables concesiones de dudoso gusto, la salvaje belleza tímbrica de su voz, el arrojo de sus interpretaciones y su indudable apostura física hicieron de él uno de los tenores más populares del siglo XX.
Según Kesting, su mejor papel fue Andrea Chénier. Kesting describe su caracterización como 

«la de un Errol Flynn transpuesto al escenario de la ópera.»

## Repertorio
| Rol                    | Ópera                   | Autor       |
| ---------------------- | ----------------------- | ----------- |
| Remo                   | Romulus                 | Allegra     |
| Gualtiero              | Il pirata               | Bellini     |
| Pollione               | Norma                   | Bellini     |
| Arturo Talbo           | I Puritani              | Bellini     |
| Don José               | Carmen                  | Bizet       |
| Maurizio di Sassonia   | Adriana Lecouvreur      | Cilea       |
| Edgardo Ravenswood     | Lucia di Lammermoor     | Donizetti   |
| Poliuto                | Poliuto                 | Donizetti   |
| Andrea Chénier         | Andrea Chénier          | Giordano    |
| Loris Ipanov           | Fedora                  | Giordano    |
| Achille                | Ifigenia in Aulide      | Gluck       |
| Faust                  | Faust                   | Gounod      |
| Roméo                  | Roméo et Juliette       | Gounod      |
| Orfeo Turno            | Enea                    | Guerrini    |
| Sesto Pompeo           | Giulio Cesare in Egitto | Händel      |
| Illo                   | Eracle                  | Händel      |
| Canio                  | Pagliacci               | Leoncavallo |
| Turiddu                | Cavalleria rusticana    | Mascagni    |
| Werther                | Werther                 | Massenet    |
| Raoul di Nangis        | Gli Ugonotti            | Meyerbeer   |
| Enzo Grimaldo          | La Gioconda             | Ponchielli  |
| Pyotr                  | Guerra e pace           | Prokófiev   |
| Rodolfo                | La bohème               | Puccini     |
| Mario Cavaradossi      | Tosca                   | Puccini     |
| Dick Johnson           | La fanciulla del West   | Puccini     |
| Calaf                  | Turandot                | Puccini     |
| Licinio                | La Vestale              | Spontini    |
| Enrico di Braunschweig | Agnese di Hohenstaufen  | Spontini    |
| Ernani                 | Ernani                  | Verdi       |
| Macduff                | Macbeth                 | Verdi       |
| Arrigo                 | La battaglia di Legnano | Verdi       |
| Manrico                | Il trovatore            | Verdi       |
| Gabriele Adorno        | Simon Boccanegra        | Verdi       |
| Don Álvaro             | La forza del destino    | Verdi       |
| Don Carlo              | Don Carlo               | Verdi       |
| Radames                | Aida                    | Verdi       |
| Romeo Montecchi        | Giulietta e Romeo       | Zandonai    |

## Discografía
Corelli dejó una nutrida discografía tanto de arias solistas como de óperas completas. Estos registros revelan el esplendor de su voz, sobre todo en la década de 1960. Muchos admiradores prefieren sin embargo las grabaciones en vivo, ya que encuentran sus actuaciones frente a una audiencia mucho más emocionantes que sus interpretaciones de estudio. Afortunadamente, muchas de esas grabaciones están disponibles.
Se suelen citar como referencias sus grabaciones de Carmen de Georges Bizet (junto a Leontyne Price y bajo la batuta de Herbert von Karajan) y Turandot de Giacomo Puccini (junto a Birgit Nilsson y Renata Scotto, bajo la dirección de Mollinari-Pradelli). Su representación en esta última obra del valeroso príncipe Calaf es, en general, considerada una de las más completas de todos los tiempos. En efecto, la voz amplia, caudalosa y de timbre viril y heroico de Franco Corelli lo volvió particularmente calificado para el personaje en su interpretación de Nessun dorma, el aria para tenor más famosa y popular de esa ópera.
Otra grabación recomendada es Il Trovatore de Verdi, en vivo desde el Festival de Salzburgo bajo la dirección de Karajan. 

### Registros de estudio
- Pagliacci
  - Mafalda Micheluzzi, Tito Gobbi, Lino Puglisi, dir. Alfredo Simonetto video-RAI 1954 Legato Classics/Hardy Classic (DVD); Opera D'Oro/Bongiovanni (solo audio)
  - Lucine Amara, Tito Gobbi, Mario Zanasi, dir. Lovro von Matačić Columbia/EMI 1960
- Tosca
  - Renata Heredia Capnist, Carlo Tagliabue, dir. Antonino Votto video-RAI 1955 Hardy Classic (DVD)/Bongiovanni (solo audio)
  - Franca Duval (voce Maria Caniglia), Afro Poli (voce Giangiacomo Guelfi), dir. Oliviero De Fabritiis film 1956 - Hardy Classic
  - Birgit Nilsson, Dietrich Fischer-Dieskau, dir. Lorin Maazel Decca 1966
- Aida
  - Maria Curtis Verna, Miriam Pirazzini, Giangiacomo Guelfi, Giulio Neri, dir. Angelo Questa Cetra 1956
  - Birgit Nilsson, Grace Bumbry, Mario Sereni, Bonaldo Giaiotti, dir. Zubin Mehta EMI 1965
- Carmen
  - Belen Amparan, Elda Ribetti, Anselmo Colzani, dir. Nino Sanzogno video-RAI 1956 (in ital.) Hardy Classic (DVD)/Myto (solo audio)
  - Leontyne Price, Robert Merrill, Mirella Freni, dir. Herbert von Karajan RCA 1963[13]
  - Anna Moffo, Piero Cappuccilli, Helen Donath, dir. Lorin Maazel Eurodisc/Cetra 1970
- Turandot
  - Lucilla Udovich, Renata Mattioli, Plinio Clabassi, dir. Fernando Previtali video-RAI 1958 VAI(DVD)/Myto (solo audio)
  - Birgit Nilsson, Renata Scotto, Bonaldo Giaiotti, dir. Francesco Molinari Pradelli EMI 1965
- Norma: Maria Callas, Christa Ludwig, Nicola Zaccaria, dir. Tullio Serafin EMI 1960
- Cavalleria rusticana: Victoria de los Ángeles, Mario Sereni, dir. Gabriele Santini EMI 1962
- Andrea Chénier
  - Antonietta Stella, Mario Sereni, dir. Gabriele Santini EMI 1963
  - Celestina Casapietra, Piero Cappuccilli, dir. Bruno Bartoletti film-RAI 1973 Hardy Classic
- Il trovatore: Gabriella Tucci, Robert Merrill, Giulietta Simionato, Ferruccio Mazzoli, dir. Thomas Schippers EMI 1964
- Faust: Joan Sutherland, Nicolai Ghiaurov, Robert Massard, dir. Richard Bonynge Decca 1966
- Romeo e Giulietta: Mirella Freni, Henry Guy, dir. Alain Lombard EMI 1968

### Registros en vivo
- Guerra e pace, Firenze 1953, Ettore Bastianini, Fedora Barbieri, Rosanna Carteri, Anselmo Colzani, Mirto Picchi, dir. Artur Rodzinski - ed. Melodram
- Norma
  - Trieste 1953, Maria Callas, Elena Nicolai, Boris Christoff, dir. Antonino Votto ed. Melodram/IDIS
  - Roma 1958, Anita Cerquetti, Miriam Pirazzini, Giulio Neri, dir. Gabriele Santini ed. Living Stage/Myto
  - Parma 1971, Cristina Deutekom, Franca Mattiucci, Maurizio Mazzieri, dir. Antonino Votto ed. House of Opera/Première Opera
- Carmen
  - Napoli 1953 (in ital.), Giulietta Simionato, Elena Rizzieri, Aldo Protti, dir. Fritz Reiner ed. Archipel
  - Palermo 1959 (in ital.), Giulietta Simionato, Mirella Freni, Giangiacomo Guelfi, dir. Pierre Dervaux ed. GOP
- Agnese di Hoenstaufen, Firenze 1954, Lucilla Udovich, Dorothy Dow, Francesco Albanese, Giangiacomo Guelfi, Anselmo Colzani, dir. Vittorio Gui ed. Melodram/Myto
- La Vestale, La Scala 1954, Maria Callas, Ebe Stignani, Enzo Sordello. Nicola Rossi-Lemeni, dir. Antonino Votto ed. Melodram/IDIS
- Aida
  - Napoli 1955, Antonietta Stella, Fedora Barbieri, Anselmo Colzani, dir. Vittorio Gui ed. Bongiovanni/IDIS
  - Met 1962, Gabriella Tucci, Irene Dalis, Cornell MacNeil, Giorgio Tozzi, dir. George Shick ed. GOP/Myto
  - Met 1966, Leontyne Price, Elena Cernei, Sherrill Milnes, Jerome Hines, dir. Zubin Mehta ed. GOP
  - Philadelphia 1968 c., Martina Arroyo, Grace Bumbry, Mario Sereni, Cesare Siepi, dir. Fausto Cleva ed. On Stage
  - Verona 1972, Luisa Maragliano, Maria Luisa Nave, Giampiero Mastromei, Agostino Ferrin, dir. Oliviero De Fabritiis ed. Myto
- La fanciulla del west
  - La Scala 1956, Gigliola Frazzoni, Tito Gobbi, dir. Antonino Votto ed. Legato Classics/Myto
  - Philadelphia 1964, Dorothy Kirsten, Anselmo Colzani, dir. Anton Guadagno ed. Melodram
  - Met 1966, Dorothy Kirsten, Anselmo Colzani, dir. Jan Behr ed. Opera Lovers
- Tosca
  - Londres 1957, Zinka Milanov, Giangiacomo Guelfi, dir. Alexander Gibson ed. Legato Classics/Opera D'Oro/Urania
  - Livorno 1959, Renata Tebaldi, Anselmo Colzani, dir. Mario Parenti ed. Legato Classics
  - Met 1962, Leontyne Price, Cornell MacNeill, dir. Kurt Adler ed. Myto
  - Met 1964, Birgit Nilsson, George London, dir. Fausto Cleva ed. Opera Lovers
  - Met 1965, Maria Callas, Tito Gobbi, dir. Fausto Cleva ed. Melodram/Living Stage
  - Parma 1967, Virginia Gordoni, Attilio D'Orazi, dir. Giuseppe Morelli ed. Bongiovanni/Myto
- La forza del destino
  - Napoli 1958 (video-RAI), Renata Tebaldi, Ettore Bastianini, Boris Christoff, dir. Francesco Molinari Pradelli ed. Legato Classics/Hardy Classic; Melodram/Bongiovanni (solo audio)
  - Met 1965, Gabriella Tucci, Ettore Bastianini, Giorgio Tozzi, dir. Nello Santi ed. Melodram/GOP/Myto
  - Met 1968, Leontyne Price, Robert Merrill, Jerome Hines, dir. Francesco Molinari Pradelli ed. Myto
- Andrea Chenier
  - Napoli 1958, Antonietta Stella, Ettore Bastianini, dir. Franco Capuana ed. Cin Cin/Lyric Distribution
  - Viena 1960, Renata Tebaldi, Ettore Bastianini, dir. Lovro von Matačić ed. Cetra/Melodram/Opera D'Oro
  - Met 1962, Zinka Milanov, Anselmo Colzani, dir. Fausto Cleva ed. Lyric Distribution/Opera Lovers
  - Met 1966, Renata Tebaldi, Anselmo Colzani, dir. Lamberto Gardelli ed. Myto
  - Philadelphia 1966, Montserrat Caballé, Dino Dondi, dir. Anton Guadagno ed. GOP
  - Met 1971, Gabriella Tucci, Cornell MacNeil, dir. Fausto Cleva ed. Legato-SRO
- Adriana Lecouvreur
  - Napoli 1959, Magda Olivero, Giulietta Simionato, Ettore Bastianini, dir. Mario Rossi ed. Melodram/Phoenix
  - Met 1963, Renata Tebaldi, Biserka Cvejic, Anselmo Colzani, dir. Silvio Varviso ed. GOP/Living Stage
- Poliuto, La Scala 1960, Maria Callas, Ettore Bastianini, Nicola Zaccaria, dir. Antonino Votto ed. EMI
- Il trovatore
  - Napoli 1960, Mirella Parutto, Giangiacomo Guelfi, Fedora Barbieri, dir. Gabriele Santini ed. Myto
  - Parma 1961, Ilva Ligabue, Mario Zanasi, Adriana Lazzarini, Salvatore Catania, dir. Arturo Basile ed. House Opera/Myto (selez.)
  - Berlín 1961 (elenco del Teatro dell'Opera di Roma), Mirella Parutto, Ettore Bastianini, Fedora Barbieri, Agostino Ferrin, dir. Oliviero De Fabritiis ed. Melodram/BCS/Première Opera
  - Met 1961, Leontyne Price, Mario Sereni, Irene Dalis, William Wilderman, dir. Fausto Cleva ed. Myto
  - La Scala 1962, Antonietta Stella, Ettore Bastianini, Fiorenza Cossotto, Ivo Vinco, dir. Gianandrea Gavazzeni ed. Melodram/Myto
  - Salzburgo 1962, Leontyne Price, Ettore Bastianini, Giulietta Simionato, Nicola Zaccaria, dir. Herbert von Karajan ed. Arkadia/Gala/Opera D'Oro/Deutsche Grammophon
  - Chicago 1964, Ilva Ligabue, Mario Zanasi, Grace Bumbry, Ivo Vinco, dir. Bruno Bartoletti ed. Première Opera
- Don Carlo
  - Met 1961, Jerome Hines, Mario Sereni, Maria Curtis Verna, Irene Dalis, dir. Nino Verchi ed. GOP
  - Met 1964, Giorgio Tozzi, Nicolae Herlea, Leonie Rysanek, Irene Dalis, dir. Kurt Adler ed. Living Stage
  - Philadelphia 1966, Nicolai Ghiaurov, Louis Quilico, Raina Kabaivanska, Oralia Domínguez, dir. Anton Guadagno ed. Melodram/House of Opera
  - Viena 1970, Nicolai Ghiaurov, Eberhard Waechter, Gundula Janowitz, Shirley Verrett, dir. Horst Stein ed. Legato/Myto
  - Met 1970, Giorgio Tozzi, Robert Merrill, Raina Kabaivanska, Grace Bumbry, dir. Kurt Adler ed. Opera Lovers
  - Met 1972, Cesare Siepi, Sherrill Milnes, Gabriella Tucci, Grace Bumbry, dir. Francesco Molinari Pradelli ed. Arkadia/Myto
- Turandot
  - Met 1961, Birgit Nilsson, Anna Moffo, Bonaldo Giaiotti, dir. Leopold Stokowski ed. Memories/Melodram
  - La Scala 1964, Birgit Nilsson, Galina Vishnevskaya, Nicola Zaccaria, dir. Gianandrea Gavazzeni, ed. Myto/Nuova Era/Opera D'Oro
  - Met 1966, Birgit Nilsson, Mirella Freni, Bonaldo Giaiotti, dir. Zubin Mehta ed. Living Stage
- La battaglia di Legnano, La Scala 1961, Antonietta Stella, Ettore Bastianini, dir. Gianandrea Gavazzeni ed. Melodram/Myto
- Gli Ugonotti, La Scala 1962, Joan Sutherland, Giulietta Simionato, Giorgio Tozzi, Nicolai Ghiaurov, dir. Gianandrea Gavazzeni ed. Melodram/GOP/Nuova Era
- La Gioconda
  - Met 1962, Eleen Farrell, Robert Merrill, Nell Rankin, Giorgio Tozzi, dir. Fausto Cleva ed. Encore/Celestial Audio
  - Philadelphia 1964, Maria Curtis Verna, Cesare Bardelli, Mignon Dunn, Giorgio Tozzi, dir. Antòn Guadagno ed. BCS/Lyric Distribution
  - Philadelphia 1966, Renata Tebaldi, Anselmo Colzani, Mignon Dunn, Joshua Hecht, dir. Anton Guadagno ed. On Stage/BCS
  - Met 1966, Renata Tebaldi, Cornell MacNeil, Biserka Cvejic, Cesare Siepi, dir. Fausto Cleva ed. GOP
- Cavalleria rusticana, La Scala 1963, Giulietta Simionato, Giangiacomo Guelfi, dir. Gianandrea Gavazzeni ed. Myto/Opera D'Oro
- Pagliacci, Met 1964, Lucine Amara, Anselmo Colzani, Calvin Marsh, dir. Nello Santi ed. Melodram/Myto
- Ernani
  - Met 1965, Leontyne Price, Mario Sereni, Cesare Siepi, dir. Thomas Schippers ed. GOP/Memories/Myto
  - Met 1971, Martina Arroyo, Sherrill Milnes, Ezio Flagello, dir. Thomas Schippers ed. Opera Lovers
  - Verona 1972, Ilva Ligabue, Piero Cappuccilli, Ruggero Raimondi, dir. Oliviero De Fabritiis ed. Myto
- La bohème
  - Met 1965, Renata Tebaldi, Frank Guarrera, Anneliese Rothenberger, Jerome Hines, dir. Fausto Cleva ed. Bongiovanni
  - Philadelphia 1969, Renata Tebaldi, Frank Guarrera, María Cándida, Jerome Hines, dir. Anton Guadagno ed. SRO/House of Opera
  - Macerata 1971, Luisa Maragliano, Giangiacomo Guelfi, Elvidia Ferracuti, Nicola Zaccaria, dir. Franco Mannino ed. Lyric Distribution/Opera Lovers
  - Met 1974, Montserrat Caballè, Dominic Cossa, John Macurdy, Maralin Niska, dir. Leif Segerstam ed. GOP/Living Stage
- Romeo e Giulietta
  - Hartford 1967, Anna Moffo, Louis Sgarro, dir. Anton Guadagno ed. House of Opera
  - Met 1967, Mirella Freni, John Macurdy, John Reardon, dir. Francresco Molinari Pradelli ed. Lyric Distribution
  - Met 1970, Jeanette Pilou, Justino Díaz, John Reardon, dir. Alain Lombard ed. Celestial Audio
  - Met 1973, Colette Boky, John Macurdy, Dominic Cossa, dir. Martin Rich ed. Myto
- Werther
  - Met 1971, Rosalind Elias, John Reardon, Gail Robinson, dir. Alain Lombard ed. Melodram
  - Met 1971, Christa Ludwig, John Reardon, Judith Blegen, dir. Alain Lombard ed. Opera Lovers
  - Met 1972, Rosalind Elias, Dominic Cossa, Colette Boky, dir. Jan Behr ed. Myto/Bensar
- Lucia di Lammermoor, Met 1971, Roberta Peters, Matteo Manuguerra, Bonaldo Giaiotti, dir. Carlo Franci ed. Living Stage
- Macbeth, Met 1973, Sherrill Milnes, Grace Bumbry, Ruggero Raimondi, dir. Francesco Molinari Pradelli ed. Première Opera

## Literatura
- Kesting, Jürgen (1993). Die grossen Sänger des 20. Jahrhunderts. Düsseldorf: Econ. ISBN. pag. 793 - 796.